# Renault RE60
Der Renault RE60 ist ein Formel-1-Rennwagen von Renault aus dem Jahr 1985. Er war das letzte Fahrzeug des Herstellers in der 1977 begonnenen ersten Werksteam-Ära und erreichte keine großen Erfolge mehr.
Der Wagen wurde ausschließlich in der Formel-1-Weltmeisterschaft 1985, ab dem Lauf in Frankreich in der Evolutionsstufe RE60B, vom Werksteam eingesetzt. Alle Fahrzeuge wurden von einem Renault-Gordini-Turbomotor angetrieben.

## Geschichte

### Hintergrund
Die knappe Niederlage Alain Prosts gegen Brabham-Fahrer Nelson Piquet in der Formel-1-Weltmeisterschaft 1983 hatte Renault zum Anlass genommen, im Folgejahr mit zwei neuen Fahrern einen Neuanfang zu wagen. Bedingt durch Zuverlässigkeitsprobleme am ebenfalls neu eingeführten EF4-Motor sowie den hohen Treibstoffbedarf des Aggregats vor dem Hintergrund verschärfter Richtlinien zur Tankgröße und dem Verbot des Nachtankens bei Boxenstopps war Renault allerdings vom Spitzenteam ins vordere Mittelfeld zurückgefallen. Die neuen Fahrer Patrick Tambay und Derek Warwick erzielten keinen Sieg für das Team und Renault rutschte auf den fünften Rang der Konstrukteurswertung ab. Nach diesem ernüchternden Ergebnis kam es zu großen personellen Umstrukturierungen auch im Hintergrund, allen voran dem Wechsel des bisherigen Chefdesigners Michel Têtu zur Équipe Ligier. Die Entwicklung des RE60 wurde dadurch sehr negativ beeinflusst, da es dem neuen Designteam um Jean-Marc d'Adda nicht gelang, den Wagen erfolgreich weiterzuentwickeln. Die Verpflichtung des amtierenden Weltmeisters Niki Lauda als Fahrer für 1985 war bis zur Unterzeichnung eines Vorvertrages gediehen, fand letztendlich aber nicht statt.

### Renneinsätze (1985)
Der RE60 wurde bereits zur Saisoneröffnung 1985 auf dem Kurs von Jacarepaguá für beide Fahrer gemeldet, Patrick Tambay und Derek Warwick blieben Stammfahrer. Beim Rennen in Deutschland wurde zudem ein Drittfahrzeug für François Hesnault gemeldet. Das war das letzte Mal, dass ein Team mehr als zwei Fahrzeuge zu einem Formel-1-Rennen an den Start brachte. Die Saison verlief ernüchternd, nach zwei dritten Plätzen von Tambay stellten sich ab dem Europaauftakt zunehmend Probleme ein, überhaupt in die Punkteränge zu fahren. Viele Ausfälle komplettierten das Bild; Renault war innerhalb von zwei Jahren vom Spitzenteam ins hintere Mittelfeld abgerutscht. Es zeichnete sich ab, dass die Werksunterstützung eines Privatteams mit Motoren eher zum Erfolg führen könnte, als ein eigenes Werksteam. So fiel letztendlich die Entscheidung, diesen Weg zu beschreiten und den Rennstall aufzulösen. Der Große Preis von Australien 1985 war somit das letzte Rennen von Renault in der Formel 1 als Konstrukteur bis zum Wiedereinstieg im Jahr 2002. Tambay und Warwick qualifizierten sich im Mittelfeld und schieden schließlich beide aus. Am Saisonende belegte Renault mit 16 Punkten den siebten Platz in der Konstrukteurswertung und wurde klar von den Kundenteams Ligier und Lotus übertroffen.

## Technik
Der Renault RE60 war eine Weiterentwicklung des RE50 aus der Vorsaison, der auf den RE40 von 1983 zurückging. Technischer Direktor der Entwicklung war Bernard Dudot, den Chefdesigner Jean-Marc d'Adda und Chefaerodynamiker Jean-Claude Migeot ergänzten. Große Innovationen oder neue Technologien gab es nicht, stattdessen wurde der Wagen an vielen Stellen in Details überarbeitet. Das Monocoque, in das der Motor als tragendes Teil einbezogen war, bestand aus kohlenstofffaserverstärktem Kunststoff.
Für die Motorisierung kam der Renault-Gordini-EF4-Sechszylindermotor mit 1,5 Litern Hubraum, Bi-Turbolader und 90° Zylinderbankwinkel zum Einsatz, der während der Saison durch das Evolutionsmodell EF15 ersetzt wurde. Der Herstellername weist auf Amedée Gordini hin, der in den 1950er Jahren ein eigenes Formel-1-Team unterhalten hatte und später die Motorsportaktivitäten Renaults verantwortete. Die Bezeichnung EF nimmt Bezug auf den Entwicklungspartner Elf Aquitaine. Die Antriebskraft wurde über ein von Renault modifiziertes Hewland-Getriebe an die Hinterräder übertragen. Reifenlieferant war Goodyear, nachdem sich der bisherige Partner Michelin Ende 1984 aus der Formel 1 zurückgezogen hatte.

## Lackierung und Sponsoring
Die RE60 erschienen dem Corporate Design Renaults entsprechend in einem hellen Gelb mit schwarzen, roten und weißen Akzenten. Hauptsponsor war Elf Aquitaine, kleinere Nebensponsoren der Uhrenhersteller Longines, die Autovermietung Europcar, Magneti Marelli und Facom. Das Farbschema der Renault-Rennwagen blieb während der gesamten Zeit des ersten Werksteams von 1977 bis 1985 größtenteils unverändert.

## Galerie

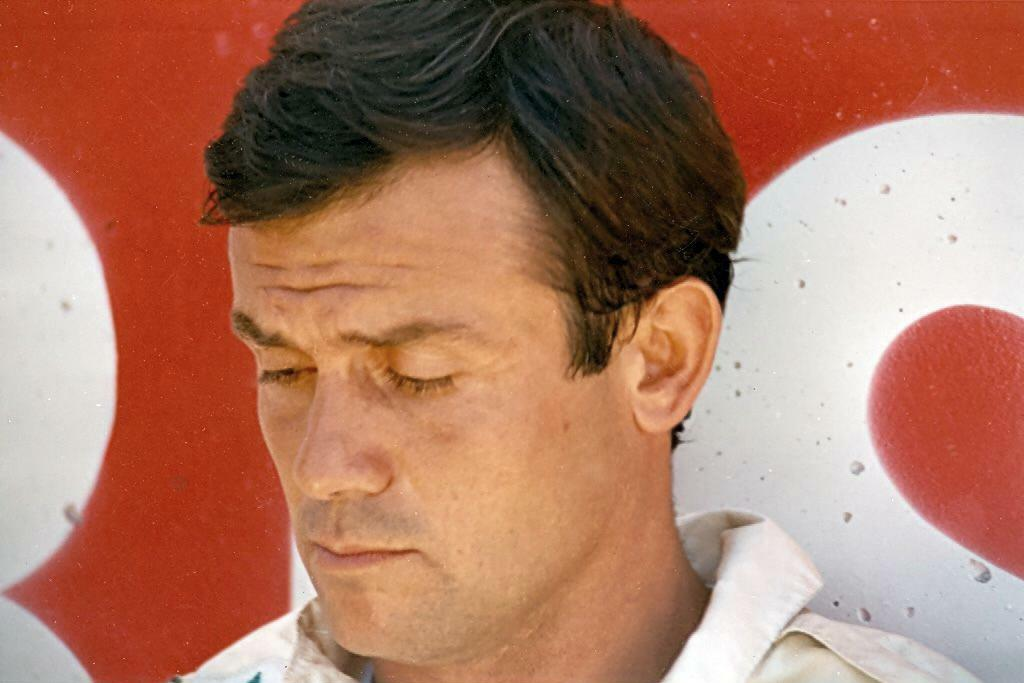
Patrick Tambay erzielte die letzten beiden Podestplätze für Renault
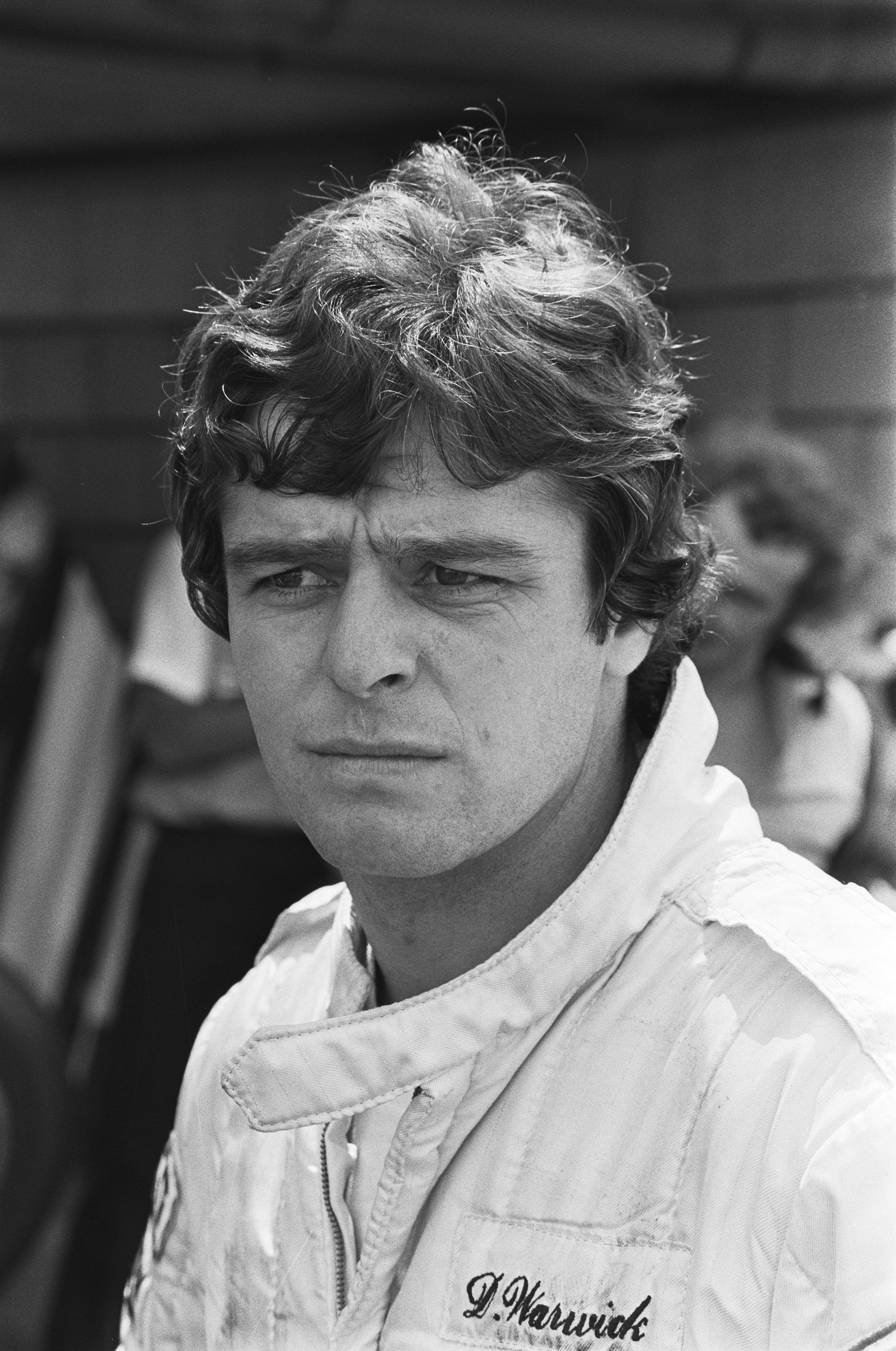
Derek Warwick erzielte in Belgien den letzten WM-Punkt
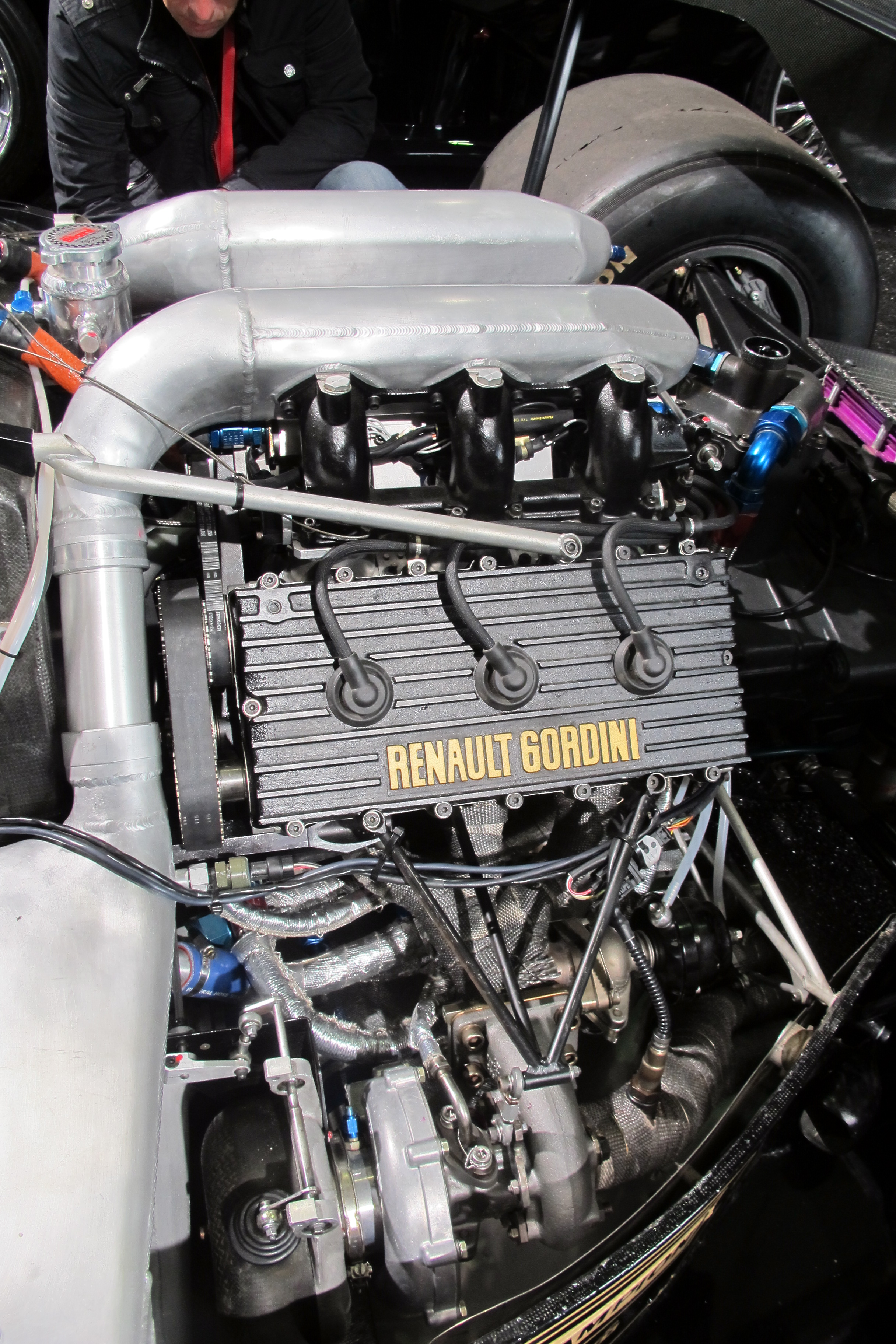
Blick auf den EF4-Motor
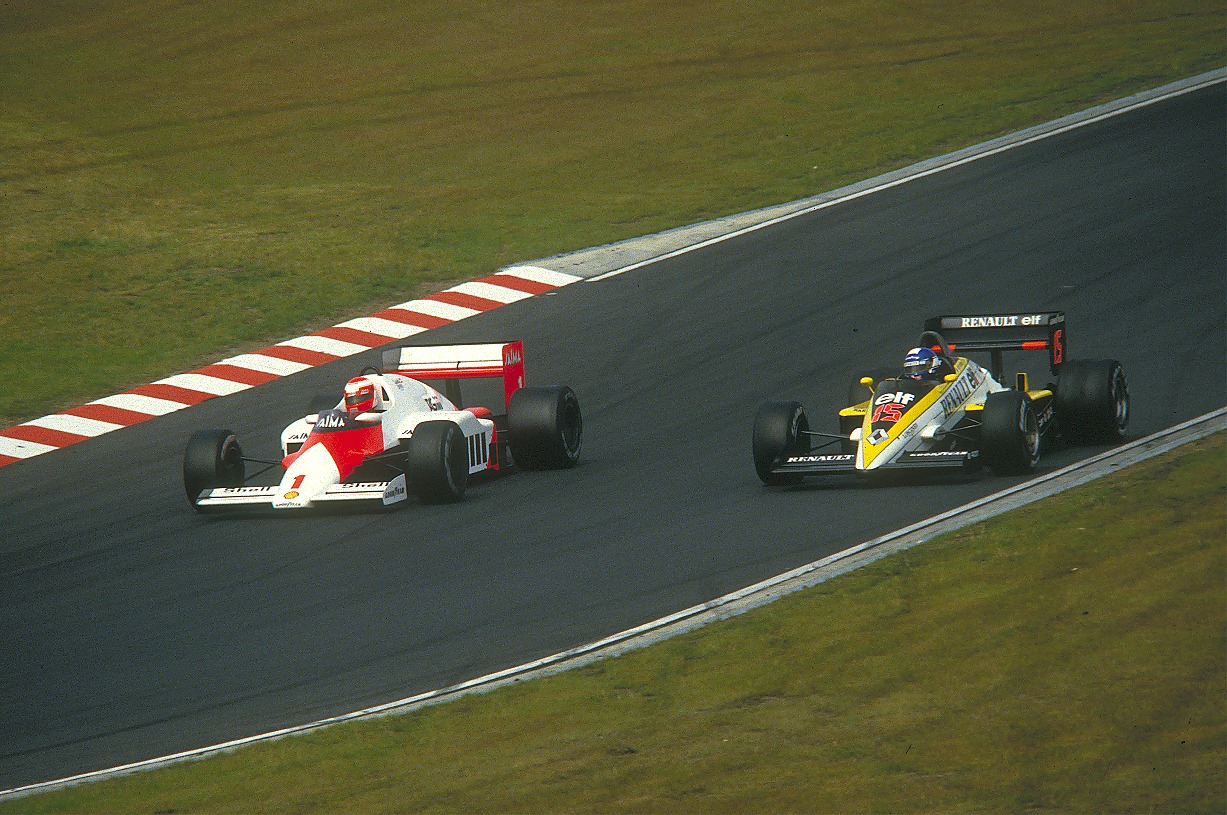
Tambay im RE60 neben Niki Lauda im McLaren, Nürburgring, 1985
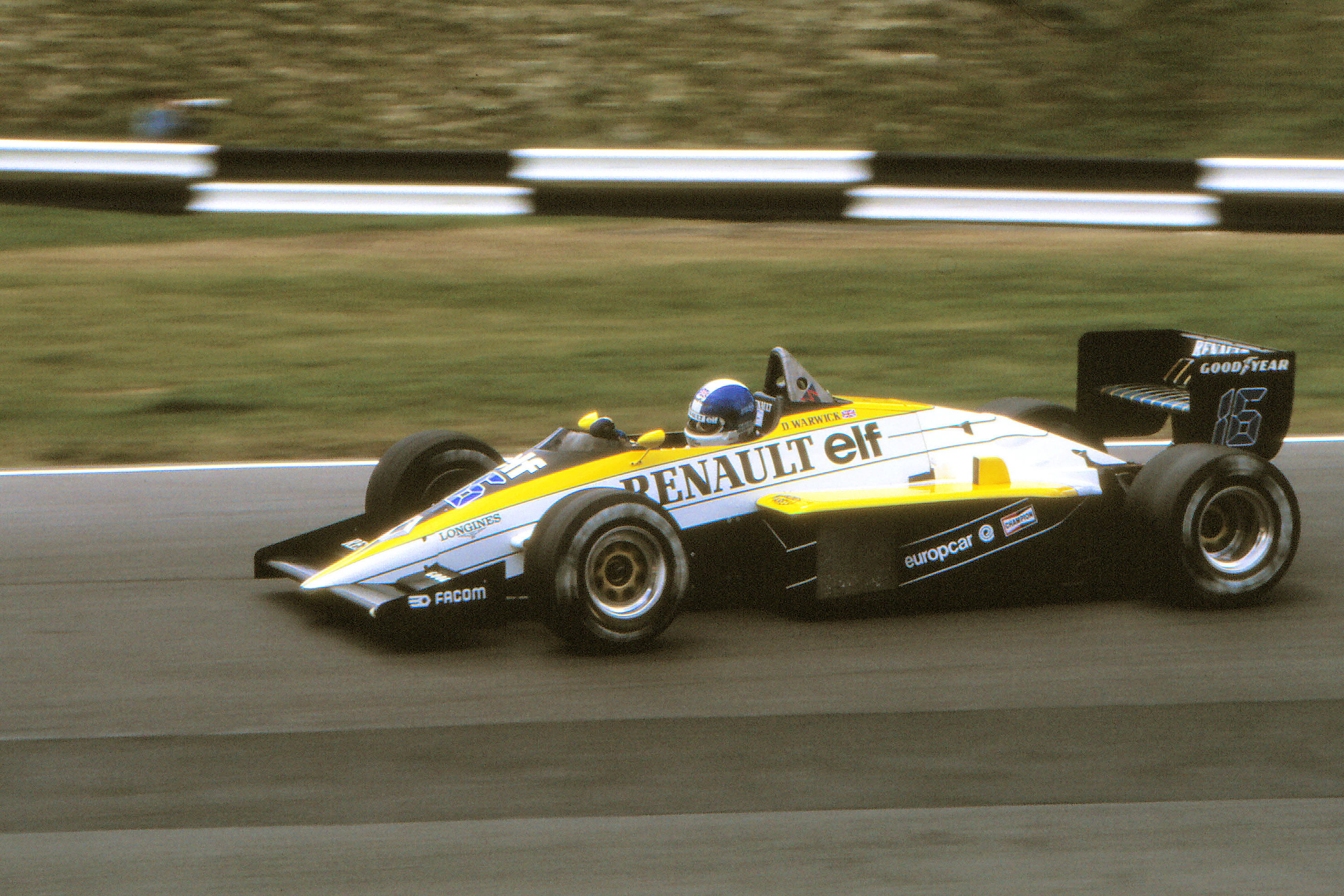
Blick auf die Seite von Derek Warwicks RE60
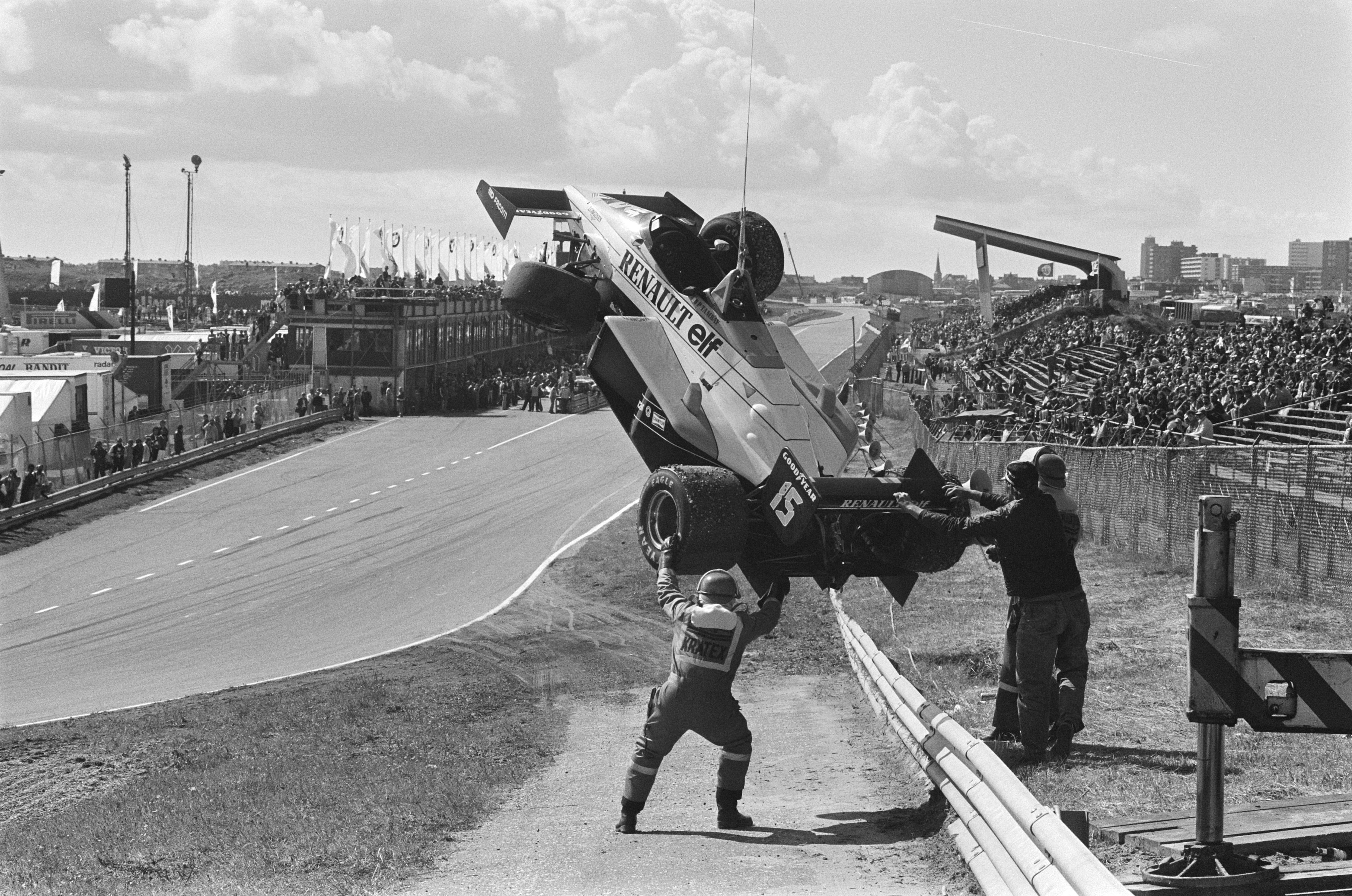
Bergung von Tambays Fahrzeug nach einem Unfall, Zandvoort
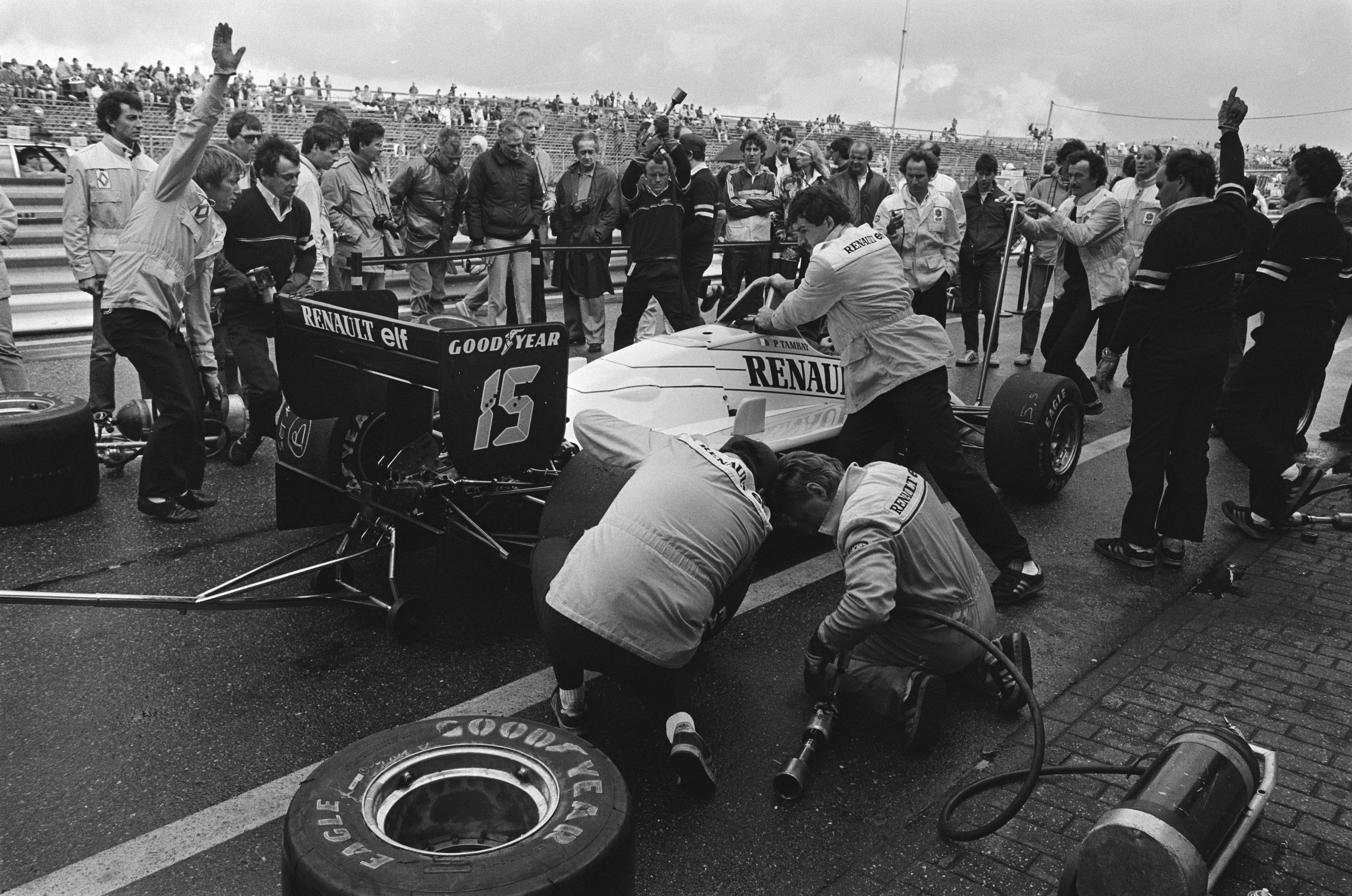
Tambay mit Mitgliedern des Teams an den Boxen

## Ergebnisse
| Fahrer               | Nr.                  | 1  | 2 | 3  | 4   | 5   | 6   | 7 | 8   | 9   | 10  | 11  | 12  | 13  | 14  | 15 | 16  | Punkte | Rang |
| -------------------- | -------------------- | -- | - | -- | --- | --- | --- | - | --- | --- | --- | --- | --- | --- | --- | -- | --- | ------ | ---- |
| Formel-1-Saison 1985 | Formel-1-Saison 1985 |    |   |    |     |     |     |   |     |     |     |     |     |     |     |    |     | 16     | 7.   |
| François Hesnault    | 14                   |    |   |    |     |     |     |   |     | DNF |     |     |     |     |     |    |     | 16     | 7.   |
| Patrick Tambay       | 15                   | 5  | 3 | 3  | DNF | 7   | DNF | 6 | DNF | DNF | 10  | DNF | 7   | DNF | 12  |    | DNF | 16     | 7.   |
| Derek Warwick        | 16                   | 10 | 7 | 10 | 5   | DNF | DNF | 7 | 5   | DNF | DNF | DNF | DNF | 6   | DNF |    | DNF | 16     | 7.   |

| Legende  | Legende            | Legende                                                          |
| Farbe    | Abkürzung          | Bedeutung                                                        |
| -------- | ------------------ | ---------------------------------------------------------------- |
| Gold     | –                  | Sieg                                                             |
| Silber   | –                  | 2. Platz                                                         |
| Bronze   | –                  | 3. Platz                                                         |
| Grün     | –                  | Platzierung in den Punkten                                       |
| Blau     | –                  | Klassifiziert außerhalb der Punkteränge                          |
| Violett  | DNF                | Rennen nicht beendet (did not finish)                            |
| Violett  | NC                 | nicht klassifiziert (not classified)                             |
| Rot      | DNQ                | nicht qualifiziert (did not qualify)                             |
| Rot      | DNPQ               | in Vorqualifikation gescheitert (did not pre-qualify)            |
| Schwarz  | DSQ                | disqualifiziert (disqualified)                                   |
| Weiß     | DNS                | nicht am Start (did not start)                                   |
| Weiß     | WD                 | zurückgezogen (withdrawn)                                        |
| Hellblau | PO                 | nur am Training teilgenommen (practiced only)                    |
| Hellblau | TD                 | Freitags-Testfahrer (test driver)                                |
| ohne     | DNP                | nicht am Training teilgenommen (did not practice)                |
| ohne     | INJ                | verletzt oder krank (injured)                                    |
| ohne     | EX                 | ausgeschlossen (excluded)                                        |
| ohne     | DNA                | nicht erschienen (did not arrive)                                |
| ohne     | C                  | Rennen abgesagt (cancelled)                                      |
| ohne     | keine WM-Teilnahme |                                                                  |
| sonstige | P/fett             | Pole-Position                                                    |
| sonstige | 1/2/3/4/5/6/7/8    | Punktplatzierung im Sprint-/Qualifikationsrennen                 |
| sonstige | SR/kursiv          | Schnellste Rennrunde                                             |
| sonstige | *                  | nicht im Ziel, aufgrund der zurückgelegten Distanz aber gewertet |
| sonstige | ()                 | Streichresultate                                                 |
| sonstige | unterstrichen      | Führender in der Gesamtwertung                                   |